# Saracha spinosa
Saracha spinosa är en potatisväxtart som först beskrevs av Carl Lebrecht Udo Dammer, och fick sitt nu gällande namn av W.G. D'arcy och D.N. Smith. Saracha spinosa ingår i släktet Saracha och familjen potatisväxter. Inga underarter finns listade i Catalogue of Life.